# Kalymnos
Die griechische Insel Kalymnos (griechisch Κάλυμνος [ˈkalimnɔs] (f. sg.)) bildet zusammen mit Telendos, Pserimos und einigen kleinen unbewohnten Inseln eine Gemeinde (δήμος, Dimos) in der Region Südliche Ägäis. Verwaltungssitz mit mehr als 12.000 Einwohnern ist Kalymnos (auch Pothia genannt).

## Lage

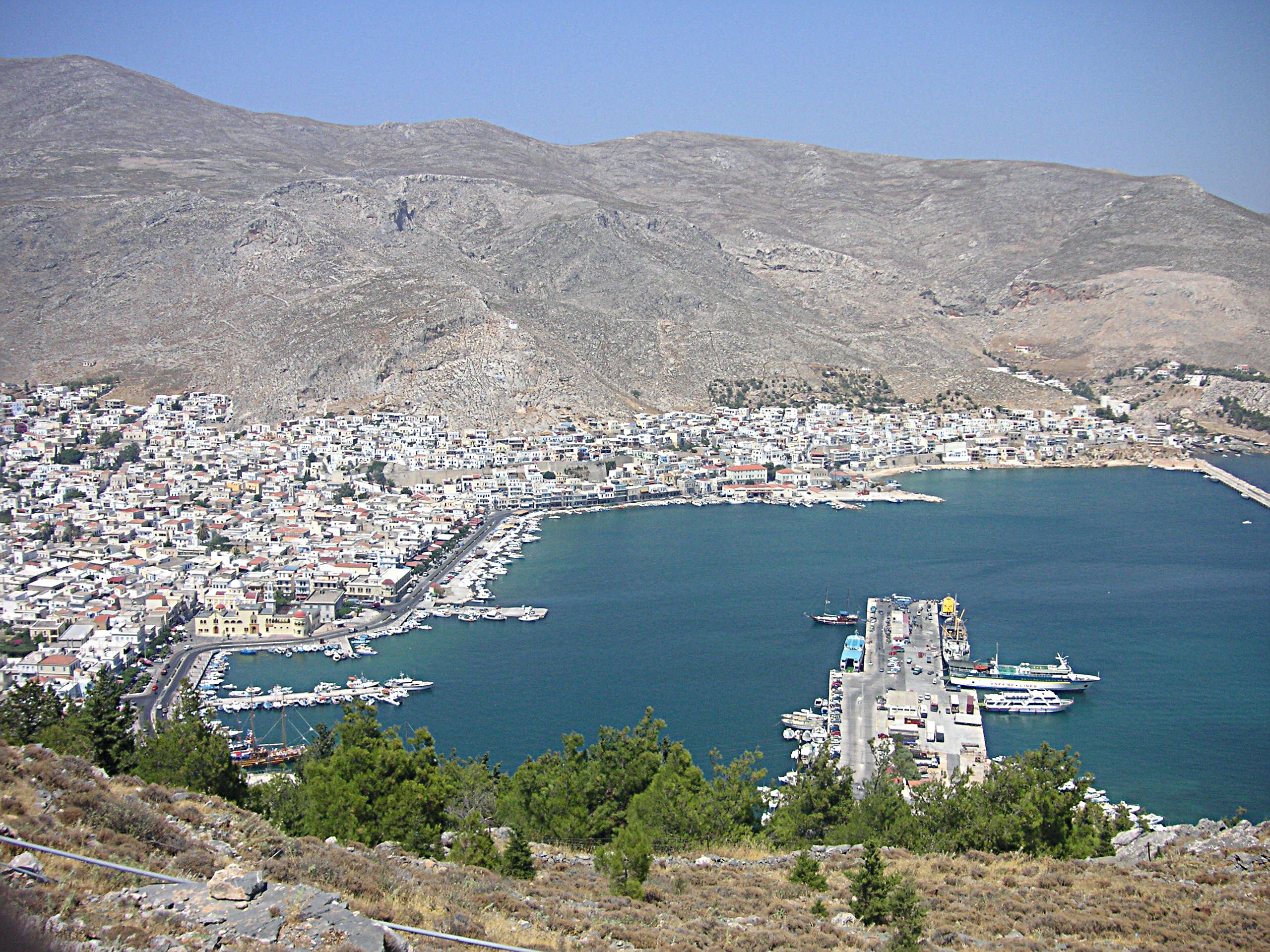
Pothia

Mit 110,581 km² ist Kalymnos die viertgrößte Dodekanesinsel. Sie liegt im östlichen Ägäischen Meer, 12 km nördlich von Kos und 2,1 km südlich von Leros. Die kürzeste Entfernung zur kleinasiatischen Bodrum-Halbinsel (türkisch Bodrum Yarımadası) im Osten beträgt knapp 17 km. Zur Gemeinde zählen einige der umliegenden Inseln, die größten sind Pserimos 5 km östlich, Telendos 1 km westlich und Kalolimnos mehr als 6 km nordöstlich. Die Glaronisia in der Meerenge von Leros (Στενό της Λέρου) gehören zur Gemeinde Leros.
Die maximale Länge beträgt von Nordwest nach Südost fast 21 km, die maximale Breite im Süden 13 km, die schmalste Stelle liegt im Norden bei etwa 1,2 km.

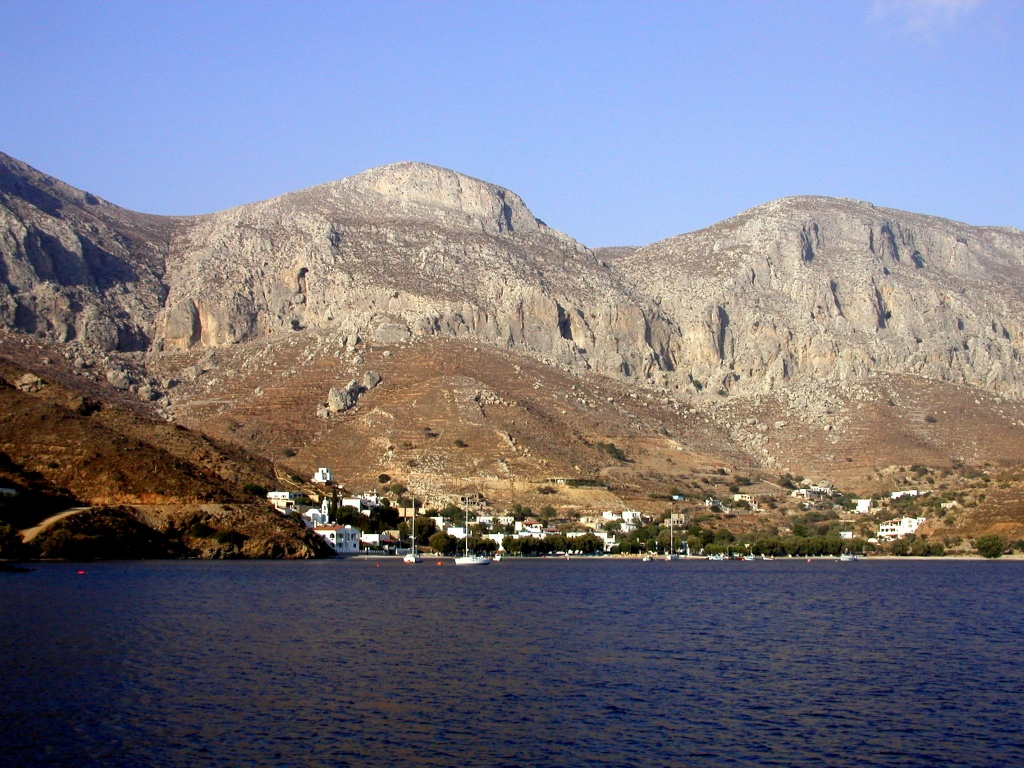
Die Bucht von Emporios auf Kalymnos

Kalymnos ist eine bergige bis gebirgige Insel, der Anteil der Ebenen liegt unter 10 % der Gesamtfläche. Die Halbinsel Paleonisos (Παλαιόνησος) im Norden mit einer Länge von etwa 11 km und einer Breite von rund 2 km ist von West-Nordwest nach Ost-Südost ausgerichtet. Diese orographische Ausrichtung findet sich auch im Süden dem Hauptteil der Insel mit drei parallelen Gebirgszügen. Der mittlere Gebirgszug erreicht mit dem Profitis Ilias im zentralen Inselbereich 676 Meter. Die beiden Täler von Vathy und von Pothia entwässern zur Ostküste.

## Etymologie
Der ursprüngliche Name der Insel Kalydna ist vermutlich von καλός ‚gut‘, auch ‚schön‘, und ύδνα (von ύδωρ) ‚Wasser‘ abgeleitet und bedeutet Insel mit gutem Wasser. Auch in der Ilias sind die kalydnischen Inseln im Zweiten Gesang, Zeile 677 überliefert:
Οἳ δ᾽ ἄρα Νίσυρόν τ᾽ εἶχον Κράπαθόν τε Κάσον τε

καὶ Κῶν Εὐρυπύλοιο πόλιν νήσους τε Καλύδνας,

τῶν αὖ Φείδιππός τε καὶ Ἄντιφος ἡγησάσθην

Θεσσαλοῦ υἷε δύω Ἡρακλεΐδαο ἄνακτος·

τοῖς δὲ τριήκοντα γλαφυραὶ νέες ἐστιχόωντο.
Dann die Nisyros umher, und Krapathos bauten, und Kasos,

Kos, des Eurypylos Stadt, und umher die kalydnischen Inseln:

Diesen gebot Pheidippos zugleich und Antiphos führend,

Beide Thessalos Söhne, des herakleidischen Königs.

Ihnen folgt' ein Geschwader von dreißig gebogenen Schiffen.
Im 4. Jahrhundert v. Chr. wird die Insel dann Kalymna genannt, der Name wandelte sich in byzantinischer Zeit in Kalymnos.

## Gemeinde- und Einwohnerzahlen

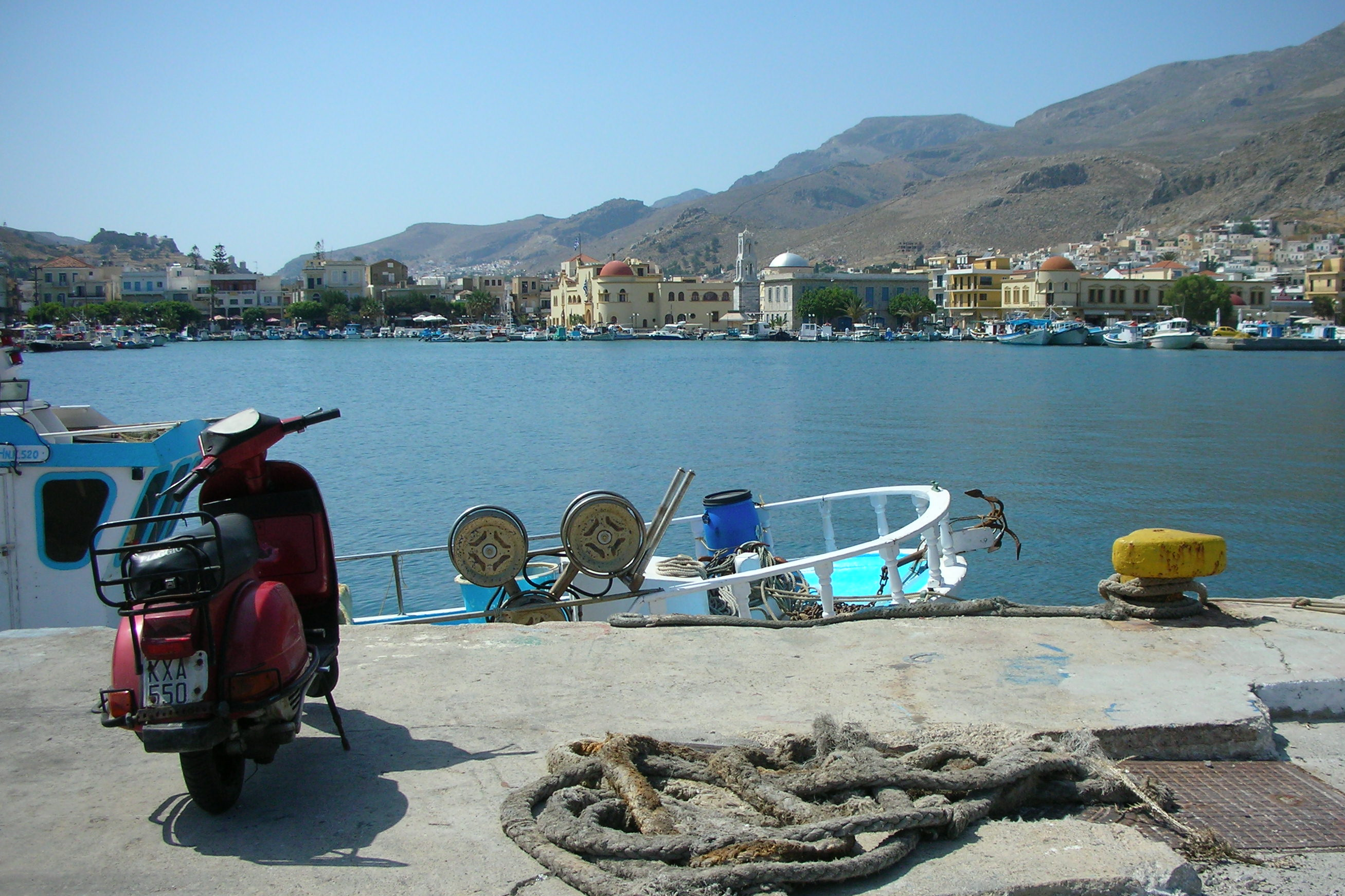
Pothia (von links Eparchio, Schifffahrts- und Volkskundemuseum und Dimarchio)

Mehr als 90 % der Inselbevölkerung leben in Pothia, Chorio und Panormos, die zusammen das geschlossene Siedlungsgebiet einer Kleinstadt mit fast 15.000 Einwohnern (2011) bilden. Dagegen ist die Halbinsel Paleonisos im Inselnorden mit den Siedlungen Arginonda, Skalia und Emborios mit insgesamt mehr als 100 Einwohnern nahezu unbesiedelt.
- Kalymnos (Κάλυμνος (f. sg.)) oder Pothia auch Pothea (Πόθια auch Πόθαια (f. sg.)), 12.324
- Arginonda (Αργινώντα (n. pl.)) 17
- Argos (Άργος (n. sg.)), 278
- Emborios (Εμπορειός (m. sg.)) 56
- Kamari (Καμάρι (n. sg.)), 86
- Myrties (Μυρτιές (f. pl.)), 325
- Panormos (Πάνορμος (f. sg.)), 2069
- Skalia (Σκαλιά (n. pl.)), 41
- Vathy (Βαθύ (m. sg.)), 492
- Vlychadia (Βλυχάδια (n. pl.)), 68
- Vothyni (Βοθύνοι (m. pl.)), 245

## Wirtschaft
Von der zweiten Hälfte des 19. Jahrhunderts bis in die 1960er Jahre war die Schwammtaucherei und die Verarbeitung der Schwämme der Hauptwirtschaftsfaktor und trug zum Wohlstand von Kalymnos bei. 1950 lagen die Einkünfte noch bei 60 % der Gesamtwirtschaft, inzwischen ist dieser Wirtschaftszweig unbedeutend. Fast die Hälfte der Erwerbstätigen ist heute im Dienstleistungssektor tätig, 37 % im Produzierenden Gewerbe und 13 % in der Landwirtschaft.

### Landwirtschaft
Aufgrund der Topografie und des Wassermangels war die Landwirtschaft der Insel nie besonders ausgeprägt. Die landwirtschaftlichen Flächen liegen in den Tälern von Vathy und Pothia und auf der Hochebene bei Argos. In geringerem Umfang auch bei Panormos und um die Dörfer Skalia und Emborios. Die einzige bedeutende landwirtschaftliche Fläche liegt im Tal von Vathi. Auf 1.500 Hektar werden Zitrusfrüchte erzeugt und auf mehr als 100 Hektar Freilandgemüse. Gemüsekulturen werden zunehmend in Folienhäusern kultiviert. Die produzierten Mengen erfüllen die lokalen Bedürfnisse nicht, die Versorgungslücke wird mit Einfuhren vor allem aus Kos aber auch aus Athen geschlossen. Um das Dorf Argos werden Oliven und Wein angebaut.
Unkontrollierte Beweidung, ein zu hoher Tierbestand (12.400 Schafe, 2000) gepaart mit anhaltendem Wassermangel haben auf Kalymnos in hohem Maße zu Überweidung geführt.
Kalymnos ist ein Zentrum der Küstenfischerei in der Präfektur Dodekanes. Bedeutend ist die Schwertfischjagd mit einer Fangquote von 200 bis 600 Tonnen jährlich. Jedoch führen mangelhafte Schiffsausrüstung, unkontrollierte Fischerei sowie fehlendes Bewusstsein zu einer Verschlechterung der Meeresumwelt und zu sinkenden Fangquoten.
Früher als Insel der Schwammfischer bekannt, sind die Erträge der Schwammfischerei heute unbedeutend. Die jährliche Produktion sank von 48 Tonnen (1967) auf 30 Tonnen (1986) und erreichte 1992 lediglich 3,5 Tonnen. Hauptursachen für diesen Rückgang sind ein bisher ungeklärtes Massensterben, das Kleinerwerden der Exemplare sowie Überfischung.

### Produzierendes Gewerbe
Die Situation des Produzierenden Gewerbes ist bedeutender als auf vielen griechischen Inseln. Von den insgesamt 15 Betrieben, die hauptsächlich östlich des Hafens angesiedelt sind, sind die staatliche Stromgesellschaft ΔΕΗ, ein Schiffsdock, ein Betrieb der Schwammverarbeitung sowie ein Steinbruch die wichtigsten Arbeitgeber.

### Tourismus
Der Tourismus ist nicht wie auf anderen Inseln der Präfektur entwickelt. Aufgrund der Probleme in der Landwirtschaft und in der Industrie wird eine Ausweitung des Angebots angestrebt. Lediglich 35 % der Inselbesucher sind Ausländer. Ungefähr seit der Jahrtausendwende hat sich die Insel als weltbekanntes Ziel für Sportkletterer etabliert. Die meisten Klettergebiete sind um den Ort Massouri an der Westküste konzentriert.

## Verkehr

### Flughafen Kalymnos
Der Flughafen Kalymnos ( IATA: JKL, ICAO: LGKY) liegt nur wenige Kilometer von der Stadt Kalymnos (Pothia) entfernt und wurde am 10. August 2006 eröffnet. Die asphaltierte Start- und Landebahn mit einer Ausrichtung von 10/28 ist 1.135 m lang und 30 m breit. Der Flughafen liegt auf einer Höhe von 235 m (771 ft) über dem Meeresspiegel.

## Städtepartnerschaften
Die Gemeinde Kalymnos unterhält Städtepartnerschaften mit
- Darwin, Australien, seit 1982[8]
- Arles, Frankreich, seit 2004[9]

## Sehenswürdigkeiten
Archäologisches Museum
Das Archäologische Museum von Kalymnos ist im Jahr 2009 in Pothia, im Zentrum der Inselhauptstadt, eröffnet worden. Einer der Höhepunkte unter den Exponaten ist die sogenannte „Dame von Kalymnos“, ein großartiges Werk hellenistischer Kunst. Die Bronzeskulptur zeigt eine Frau, deren Körper mit einer Tunika und einem Gewand mit Fransen bedeckt ist. Im Jahr 1995 zogen es Fischer aus rund 200 Metern Tiefe aus dem Kalymnischen Meer, als es in die Netze geriet. Anschließend wurden in Athen über viele Monate Konservierungsarbeiten an der Skulptur durchgeführt. Jetzt ist die Statue das Hauptausstellungsstück des Archäologischen Museums von Kalymnos.
Das Museum gliedert sich in drei Säle auf zwei Ebenen. Der erste Saal ist dem prähistorischen Leben auf der Insel gewidmet, mit Funden aus Ausgrabungen in Höhlen (Werkzeuge, Utensilien, Töpfe usw.) und Funden aus der minoischen Zeit. Im zweiten Raum werden Silber- und Bronzemünzen, Schnitte von Kalymnos, Kos und fremden Städten präsentiert, die hauptsächlich Funde der antiken Siedlung Damos umfassen. Der dritte Saal auf der ersten Etage beschäftigt sich mit der byzantinischen Epoche.

## Belege
1. 1 2  Ergebnisse der Volkszählung 2011 beim Nationalen Statistischen Dienst Griechenlands (ΕΛ.ΣΤΑΤ) (Excel-Dokument, 2,6 MB)
2. ↑  Ελληνική Στατιστική Αρχή [ΕΛΣΤΑΤ] (Hrsg.): Στατιστική Επετηρίδα της Ελλάδος (Statistical Yearbook of Greece) 2009 & 2010. Piräus 2011, S. 47.
3. ↑  Kalymnos, 1:25.000 (Karte 207). Road Editions, Athen 1997, ISBN 978-960-8189-96-6.
4. ↑  ΙΛΙΑΔΟΣ – ΡΑΨΩΔΙΑ Β΄ (στίχοι: 591–710)
5. ↑  Homer: Ilias im Projekt Gutenberg-DE
6. ↑  H. Russell Bernard: Kalymnos: The Island of the Sponge Fishermen (PDF) In: Annals of the New York Academy of Sciences, Nr. 268 (1976), hier S. 304 (PDF; 1,4 MB).
7. ↑  Kalymnos Airport. In: airportguide.com. Abgerufen am 2. Februar 2020 (englisch).
8. ↑  Darwin’s Sister Cities (Memento vom 18. Februar 2011 im Internet Archive)
9. ↑  Arles, Die Partnerstädte (Memento vom 5. Dezember 2008 im Internet Archive)
10. ↑  http://www.kalymnos-guide.gr/node/58?language=el